# M74 (bomba)
M74 – amerykańska bomba zapalająca wagomiaru 10 funtów. Przenoszona w bombach kasetowych M35.